# Краузе, Геннадий Леонидович
Геннадий Леонидович Краузе (24 февраля 1922, деревня Клин, Псковская губерния — 12 октября 2002, Москва) — советский и российский работник транспорта, организатор грузовых автоперевозок, руководитель Первого Автомобильного комбината Москвы с 1958 по 2002 год. Герой Социалистического Труда (1981), Заслуженный работник транспорта РСФСР (1984). Почётный гражданин Москвы (1997).

## Биография

### Детство и Великая Отечественная война
Геннадий Краузе родился в Псковской области в семье сельской учительницы. Отец ушёл из семьи, сын с матерью жили в Пскове. В 1939 году Краузе переехал к отцу под Смоленск, спасаясь от суда в связи с дракой в школе, повлёкшей за собой порчу школьного имущества. Работал на конезаводе вместе с отцом, стал наездником, для чего, по утверждению Л. Колодного, набавил себе два года, недостававшие ему до совершеннолетия.
С началом Великой Отечественной войны Краузе был вынужден бросить школу, не окончив 10 класс. Под Смоленском шли сражения, в которых пропал без вести его отец. Сам он оказался в окружении, но сумел выйти из него, перейдя линию фронта. Воевал, был ранен. После ранения был направлен в Московское пулемётное училище. Вернувшись на фронт, командовал пулемётной ротой, затем перешёл в полковую разведку. Будучи адъютантом командира 216-го гвардейского стрелкового полка, награждён медалью «За отвагу» и орденом Красной звезды. Далее продолжал службу в автомобильной части, в которой служил до конца войны, заставшей его в Вене. Демобилизовался в чине старшего лейтенанта, командира автомобильной роты.

### Автобаза Треста по передвижке и разборке зданий (1946—1958)
После окончания войны приехал в Москву, куда была эвакуирована его мать. По направлению Краснопресненского райкома ВЛКСМ в 1946 году поступил на работу на автобазу Треста по передвижке и разборке зданий (Автобаза № 35), став её директором. Автобаза, располагавшаяся в Мнёвниках, стала местом работы Краузе более чем на полвека.

### Автокомбинат № 1 Главмосавтотранса — ОАО «Первый автокомбинат» (1958—2002)
В 1958 году для обеспечения масштабных грузовых автоперевозок для нужд строительства ряд мелких автомобильных предприятий столицы были объединены в крупное — Автокомбинат № 1 Главмосавтотранса. В новый автокомбинат приказом Главмосавтотранса от 5 мая 1958 года было объединено 19 автохозяйств, его директором был назначен Г. Л. Краузе. Новое автопредприятие стало крупнейшим в СССР, насчитывая более восьмисот моторных единиц подвижного состава и тысячи работающих. В первые годы было налажена бесперебойная работа центрального предприятия и филиалов, ремонт и обслуживание автомобилей, возникли и укрепились хозяйственные связи с московскими предприятиями, в первую очередь Домостроительным комбинатом № 1, перевозка изделий которого обеспечивалась автотранспортом автокомбината Краузе.
В 1965 году Автокомбинат № 1 стал одним из автопредприятий, которым в порядке эксперимента по указанию А. Н. Косыгина была дана свобода определять параметры своей экономической деятельности, отчисляя государству определённую прибыль. Часть сверхплановой прибыли предприятию позволялось расходовать на цели, которое определяло само предприятие: обновление производственных фондов, социальное развитие, премирование работников. Эксперимент длился год, в результате прибыль возросла на 80 %. Эксперимент укрепил позиции Краузе среди успешных хозяйственников, сохранившиеся и после возврата Автокомбината № 1 к плановому функционированию при сокращении свободы руководства предприятием.
Работа автокомбината во многом определяла успехи панельного домостороения в Москве, поскольку именно Автокомбинат № 1 обеспечивал строителей столицы тяжёлым транспортом. Для уменьшения порожнего пробега автомобилей была открыта сеть филиалов автокомбината, располагавшихся вблизи домостроительных комбинатов и заводов стройматериалов. Такая децентрализация сочеталась с централизованным руководством перевозками и наличием единой ремонтной базы, способной также выпускать специализированные прицепы к грузовым автомобилям, выпуск которых промышленностью в то время не осуществлялся.
За время директорства Краузе автокомбинат приобрёл собственную спортивную базу в Подмосковье, взял шефство над винодельческим совхозом в Алуште и выстроил на его землях пансионат «Алушта» для отдыха сотрудников. Такое нецелевое расходование средств привело к серьёзным последствиям, чуть было не закончившимся снятием Краузе с должности директора и исключением из партии.
В 1993 году Автокомбинат № 1 был реорганизован в акционерное общество, став ОАО «Первый автокомбинат», генеральным директором которого остался Г. Л. Краузе. Краузе, как и другие члены коллектива, приобрёл 272 акции. Предприятие сумело полностью сохранить свои активы, выдержав сложный период 90-х годов.
Г. Л. Краузе ушёл с поста директора предприятия в феврале 2002 года, когда ему исполнилось 80 лет. 12 октября того же года он скончался, похоронен на Ваганьковском кладбище Москвы.

### Общественная деятельность и личная жизнь
Президент хоккейного клуба «Спартак».
После приезда в Москву по окончании войны получил на двоих с матерью жильё в коммунальной квартире на Никитском бульваре, 8. В начале 1950-х, женившись, получил комнату в коммуналке на Мытной улице, позже — две комнаты в Донском проезде. В 1967 году получил отдельную квартиру на 2-й Миусской улице.
В журналистских публикациях упоминается, что Краузе был убеждённым сторонником активного образа жизни и до последних лет преодолевал более 7 км от дома до работы пешком. Отмечается также, что суббота не была для него выходным днём и рабочая неделя Краузе всегда продолжалась 6 дней.
Женат. Двое детей.

## Награды и звания
Преданность Г. Л. Краузе работе, забота о воспитании молодых кадров, заслуги в области автомобильного транспорта были неоднократно отмечены высокими государственными наградами, включая Орден Ленина и Орден Трудового Красного Знамени. В 1981 году Г. Л. Краузе присвоено звание Героя Социалистического Труда«за выдающиеся производственные достижения, досрочное выполнение заданий десятой пятилетки и социалистических обязательств». Заслуженный работник транспорта РСФСР (14.05.1984).
В 1997 году Краузе стал Почётным гражданином города Москвы с формулировкой «…за выдающиеся заслуги в обеспечении перевозок грузов строительного комплекса города Москвы, существенный личный вклад в становление и развитие грузовой автомобильной отрасли столицы, большую общественную деятельность» (из постановления Московской городской Думы от 3 сентября 1997 года).
В день 50-летия со дня основания предприятия, 5 мая 2008 года на проходной Первого автокомбината (ул. Мнёвники, 1) была открыта мемориальная доска в честь Г. Л. Краузе — первого директора предприятия. Само же ОАО «Первый автокомбинат» носит сегодня имя Г. Л. Краузе.
В честь Краузе назван лесной проспект на лыжных трассах Красногорска, с установленной мемориальной плитой, где сказано что в период с 1960 по 2002 год, Геннадий Леонидович пешком и на лыжах прошёл здесь более 100 тыс. км. 55°51′29″ с. ш. 37°17′47″ в. д.

## Публикации о Г. Л. Краузе
- Друзенко А. И. Геннадий Краузе: Я из другой школы. Беседа с почётным гражданином Москвы о жизни вообще и о политике в частности (недоступная ссылка) // Литературная газета. — 2000. — № 14 (5—11 апреля).
- Друзенко А. И. Экскурсия с Краузе по настоящему, прошлому и будущему его автокомбината — и не только // Известия. — 1997. — Июль.
- Колодный Л. Е. Почётный гражданин, не признававший субботу (недоступная ссылка) // Московский комсомолец. — 2009. — 6 сентября.
- «Вся моя сознательная жизнь связана с Москвой…» // Московский журнал. — 2012. — № 5. — С. 16—31. — ISSN 0868-7110.
- Финкельштейн А. Л. Библиофильские рассказы. — М., 2005. — С. 375—385.